# Gateshead
Gateshead es una ciudad del condado de Tyne y Wear. Está situada en el nordeste de Inglaterra, en el lado sur del río Tyne frente a Newcastle upon Tyne. Ambas ciudades están conectadas por siete puentes, destacando el reciente puente del Milenio.
En la orilla del río, Gateshead tiene dos centros culturales: el Baltic, un museo de arte moderno, y The Sage Gateshead, un centro de música de todos tipos. También hay que citar la Shipley Art Gallery, donde se muestra un gran cuadro atribuido a Tintoretto que antes se conservaba en la catedral de St. Nicholas de la vecina Newcastle.
Al sur de la ciudad se encuentra una estatua enorme de hierro, llamado el Ángel del Norte (Angel of the North). Es en efecto, un hombre de hierro con alas como de avión, extendidas horizontalmente. 

## Historia

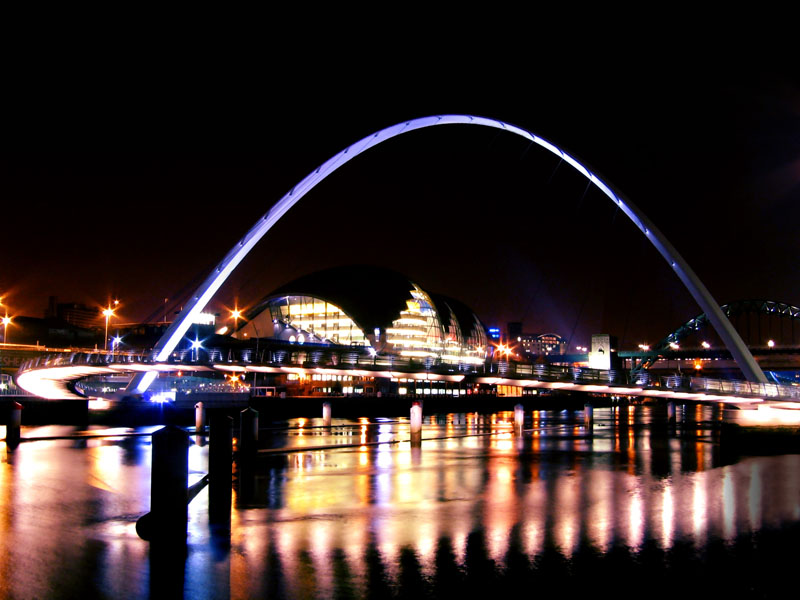
El río Tyne por la noche, con el puente del Milenio

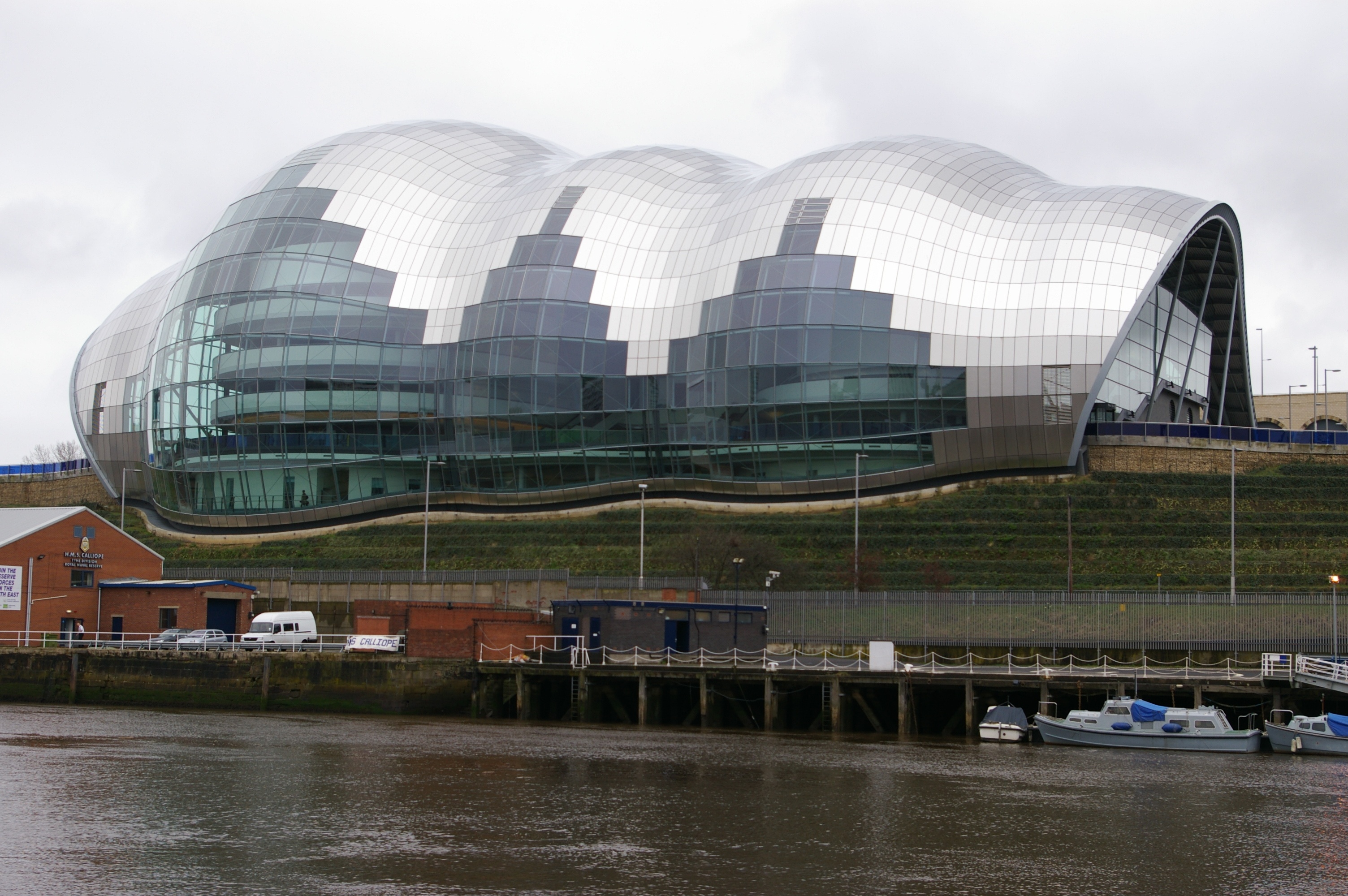
The Sage Gateshead, centro de música.

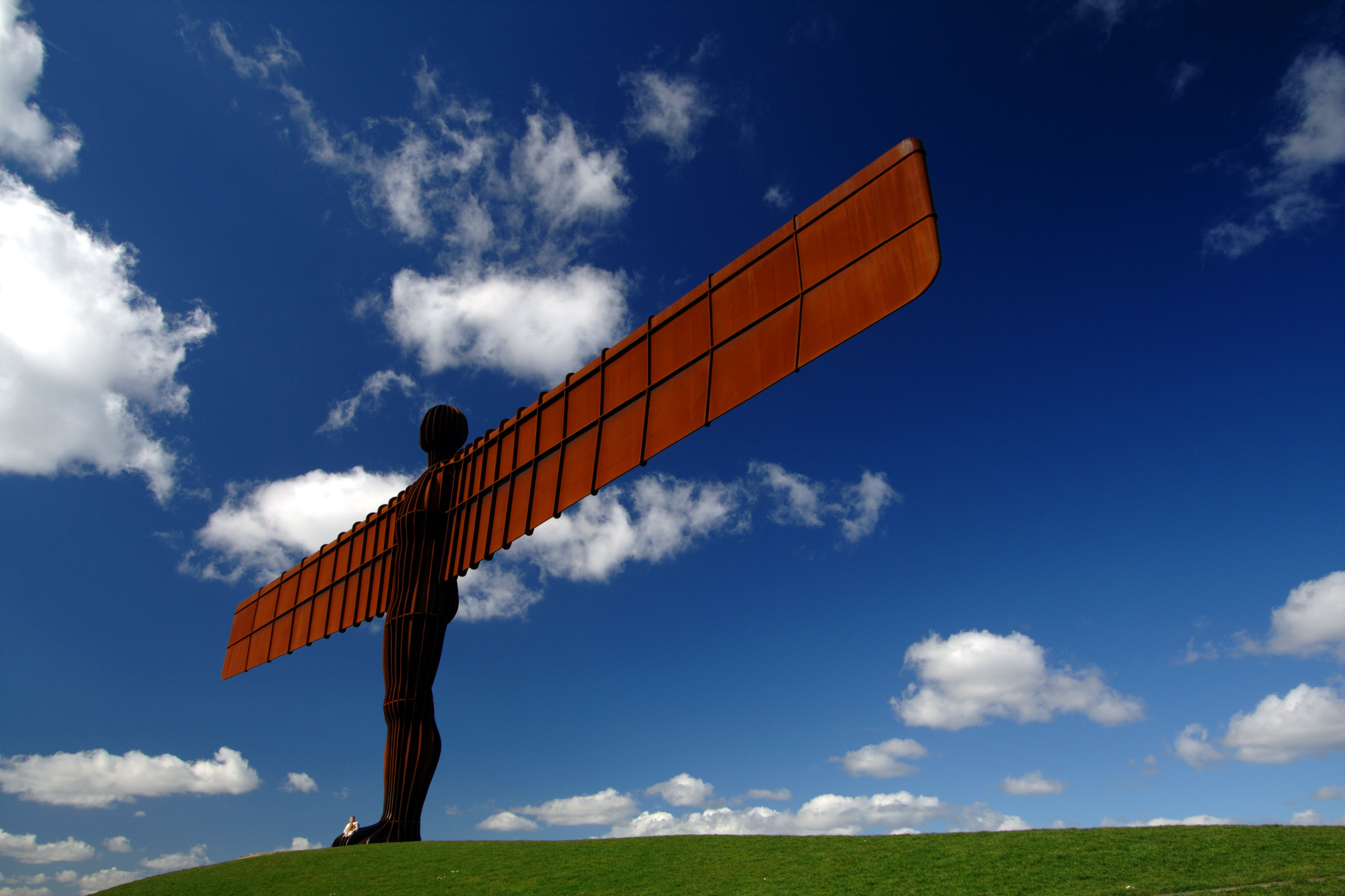
El Ángel del Norte.

En 1068 Guillermo I de Inglaterra derrotó a Malcolm III de Escocia y sus aliados en Gateshead.
En 1553, bajo el reinado de Eduardo VI, Newcastle se anexionó a Gateshead brevemente.
En 1854, tuvo lugar el Gran incendio de Newcastle y Gateshead.
Gateshead fue sede del Campeonato europeo de natación en piscina corta de 1993.

## Personas notables
Paul Gascoigne